# ماریو لانزی
ماریو لانزی (انگلیسی: Mario Lanzi; ۱۰ اکتبر ۱۹۱۴ – ۲۱ فوریهٔ ۱۹۸۰) ورزشکار دو و میدانی اهل ایتالیا بود.
وی در مسابقات کشوری و بین‌المللی در مجموع برندهٔ ۱ مدال نقره شده‌است.